# Attu Helistop
Attu Helistop (IATA: , ICAO: BGAT) er en grønlandsk flyveplads beliggende i Attu med et græslandingsområde på 18 m x 27 m. I 2008 var der 195 afrejsende passagerer fra flyvepladsen fordelt på 45 starter (gennemsnitligt 4,33 passagerer pr. start).
Attu Helistop drives af Mittarfeqarfiit, Grønlands Lufthavnsvæsen. Statens Luftfartsvæsen fører tilsyn med flyvepladsen.

## Eksterne links
- AIP for BGAT fra Statens Luftfartsvæsen Arkiveret 24. februar 2012 hos  Wayback Machine